# Зезеров, Евгений Гаврилович
Евгений Гаврилович Зезеров (род. 1934 - ум. 2023) — российский биохимик.

## Биография
Родился в мае 1934 в городе Орджоникидзе (ныне Владикавказ, республика Северная Осетия). В 1957 году окончил с отличием ВМА имени С. М. Кирова. С 1957—1983 работал в Вирусологическом центре НИИ микробиологии МО СССР под руководством И. П, Ашмарина.
Е. Г. Зезеров создал научную школу, основой которой является направление, связанное с биохимией и иммунохимией вирусов и риккетсий и с молекулярно-генетической оценкой потенциальной опасности для человека некоторых микроорганизмов. Работы школы Е. Г. Зезерова, в том числе трёх его учеников, удостоены Государственной премии СССР (1982 г.)
Научная работа Е. Г. Зезерова и руководимой им группы проводится с 1996 г. на кафедре биохимии (зав. — А. И. Глухов) и на кафедре урологии ММА (зав. — член-кор. РАМН Ю. Г. Аляев) по проблеме молекулярно-биологических механизмов и диагностических маркеров «предрака» (ПИН), ранних стадий рака предстательной железы и ранних микрометастазов этого рака. Результаты опубликованы в 40 работах и были представлены на 12 российских и 8 международных научных форумах. В 2007—2008 гг.под руководством Е. Г. Зезерова совместно с Ю. Г. Аляевым и Э. Г. Асламазовым были защищены три кандидатские диссертации по специальностям «Биохимия» и «Урология».
Педагогическая деятельность Е. Г. Зезерова начиналась в НИИ Министерства обороны, продолжилась в Московском областном педагогическом институте, а с 1990 г. — в ММА им. И. М. Сеченова- ныне Первый МГМУ им. И. М. Сеченова- (ежегодно — полные курсы лекций по биохимии и практические занятия с акцентом на вопросы клинической биохимии). С 1995 г. Евгений Гаврилович — руководитель и один из лекторов электива «Клиническая биохимия» для студентов. Подготовил и издал (2002—2009 гг.) в книжном и электронном (на образовательном портале университета) вариантах авторские курсы лекций по биохимии и микробиологии на французском языке и преподавал эти две дисциплины для франкоговорящих студентов МГМУ на кафедрах микробиологии и биохимии соответственно.